# 10927 Vaucluse
10927 Vaucluse este un asteroid din centura principală de asteroizi.

## Descriere
10927 Vaucluse este un asteroid din centura principală de asteroizi. A fost descoperit pe 29 ianuarie 1998 la Blauvac de René Roy. El prezintă o orbită caracterizată de o semiaxă mare de 2,60 ua, o excentricitate de 0,13 și o înclinație de 6,7° în raport cu ecliptica.